# Sakrament
Sakrament (lat. sacramentum; zakletva, prisega) je osjetni i djelotvorni znak Božje milosti u kršćanstvu, vidljiv, učinkovit, posvetiteljski i djelatan znak Božje ljubavi i milosti. Sakramente je ustanovio Isus Krist i povjerio Crkvi. Redovito ih dijele biskupi i svećenici, u iznimnim slučajevima sakramente krštenja i pričesti mogu podijeliti i vjernici. Slavljenjem sakramenata Crkva ispovijeda i učvršćuje vjeru. Sakramentalna milost je Božji dar prilikom sakramenata, koja pomaže vjernicima u duhovnom životu.

## Sakramenti u kršćanstvu
Katoličanstvo i pravoslavlje imaju sedam svetih sakramenata:
1. Krštenje (krst)
2. Pomirenje (sakrament ispovijedi, ispovijed, pokora)
3. Euharistija (sveta Pričest)
4. Potvrda (krizma)
5. Ženidba
6. Sveti red
7. Bolesničko pomazanje

Protestantske konfesije razlikuju se po priznavanju sakramenata.  U najvećoj mjeri imaju samo krštenje i svetu Pričest, kao sakramente navedene u evanđeljima.